# Greg Ostertag
Greg Ostertag (Dallas, 6 de março de 1973) é um ex-jogador norte-americano de basquete profissional que atuou na  National Basketball Association (NBA). Foi o número 28 do Draft de 1995.